# Konferenční liga UEFA 2025/2026
Konferenční liga UEFA 2025/2026 je 5. sezóna Konferenční ligy UEFA, mezinárodní fotbalové soutěže, které se účastní týmy z členských asociací UEFA. Koná se od srpna 2025 (kvalifikace) a od října 2025 do května 2026 (hlavní část).
Jedná se o druhý ročník Konferenční ligy UEFA hraný v novém formátu, který zahrnuje ligovou fázi s 36 týmy. Soutěž je také druhou sezónu vedena pod názvem Konferenční liga UEFA namísto starého názvu Evropská konferenční liga UEFA.
Vítězný tým Konferenční ligy 2025/2026 se automaticky kvalifikuje do skupinové fáze Evropské ligy 2026/2027, pokud se ze své ligové soutěže nekvalifikuje do skupinové fáze Ligy mistrů 2026/2027.
Finále se uskuteční na stadionu Red Bull Arena v Lipsku v Německu.

## Účastnická místa
Celkem 164 týmů z 54 z celkových 55 členských zemí UEFA se účastní Konferenční ligy UEFA 2025/26. Jedinou výjimkou je Rusko, jehož týmy UEFA vyloučila ze soutěží. Země získaly účastnická místa dle koeficientů UEFA:
- Asociace na 1.–12. místě obdržely jedno místo.
- Asociace na 13.–33. a 51.–55 místě (kromě Ruska) obdržely dvě místa.
- Asociace na 34.–50. místě obdržely tři místa (s výjimkou Lichtenštejnska), které obdrželo jen jedno místo pro vítěze domácího poháru.
- Dále se Konferenční ligy zúčastní 15 týmů vyřazených v předkolech Ligy mistrů a 41 týmů vyřazených z Evropské ligy.

### Žebříček UEFA
Pořadí zemí je určeno žebříčkem zemí UEFA na konci sezóny 2023/24:
| #  | Asociace    | Koef.   | Týmy | Poz. |
| -- | ----------- | ------- | ---- | ---- |
| 1  | Anglie      | 104.303 | 1    |      |
| 2  | Itálie      | 90.284  | 1    |      |
| 3  | Španělsko   | 89.489  | 1    |      |
| 4  | Německo     | 86.624  | 1    |      |
| 5  | Francie     | 66.831  | 1    |      |
| 6  | Nizozemsko  | 61.300  | 1    |      |
| 7  | Portugalsko | 56.316  | 1    |      |
| 8  | Belgie      | 48.800  | 1    |      |
| 9  | Turecko     | 38.600  | 1    |      |
| 10 | Česko       | 36.050  | 1    |      |
| 11 | Skotsko     | 36.050  | 1    |      |
| 12 | Švýcarsko   | 32.975  | 1    |      |
| 13 | Rakousko    | 32.600  | 2    |      |
| 14 | Norsko      | 31.625  | 2    |      |
| 15 | Řecko       | 31.525  | 2    |      |
| 16 | Dánsko      | 31.450  | 2    |      |
| 17 | Izrael      | 31.125  | 2    |      |
| 18 | Ukrajina    | 28.000  | 2    |      |
| 19 | Srbsko      | 27.775  | 2    |      |

| #  | Asociace        | Koef.  | Týmy | Pozn.       |
| -- | --------------- | ------ | ---- | ----------- |
| 20 | Chorvatsko      | 25.525 | 2    |             |
| 21 | Polsko          | 25.375 | 2    |             |
| 22 | Rusko           | 22.965 | 0    | [ pozn. 1 ] |
| 23 | Kypr            | 22.100 | 2    |             |
| 24 | Maďarsko        | 21.875 | 2    |             |
| 25 | Švédsko         | 21.500 | 2    |             |
| 26 | Rumunsko        | 21.375 | 2    |             |
| 27 | Bulharsko       | 20.375 | 2    |             |
| 28 | Ázerbájdžán     | 20.125 | 2    |             |
| 29 | Slovensko       | 19.625 | 2    |             |
| 30 | Slovinsko       | 13.250 | 2    |             |
| 31 | Moldavsko       | 13.125 | 2    |             |
| 32 | Kosovo          | 11.541 | 2    |             |
| 33 | Kazachstán      | 11.500 | 2    |             |
| 34 | Finsko          | 11.125 | 2    |             |
| 35 | Irsko           | 10.875 | 3    |             |
| 36 | Arménie         | 10.625 | 3    |             |
| 37 | Lotyšsko        | 10.625 | 3    |             |
| 38 | Faerské ostrovy | 10.375 | 3    |             |

| #  | Asociace            | Koef.  | Týmy | Pozn. |
| -- | ------------------- | ------ | ---- | ----- |
| 39 | Bosna a Hercegovina | 10.000 | 3    |       |
| 40 | Lichtenštejnsko     | 10.000 | 1    |       |
| 41 | Island              | 9.583  | 3    |       |
| 42 | Severní Irsko       | 9.208  | 3    |       |
| 43 | Lucembursko         | 8.625  | 3    |       |
| 44 | Litva               | 8.500  | 3    |       |
| 45 | Malta               | 8.250  | 3    |       |
| 46 | Gruzie              | 7.625  | 3    |       |
| 47 | Albánie             | 7.375  | 3    |       |
| 48 | Estonsko            | 7.207  | 3    |       |
| 49 | Bělorusko           | 6.625  | 3    |       |
| 50 | Severní Makedonie   | 6.000  | 3    |       |
| 51 | Andorra             | 5.998  | 2    |       |
| 52 | Wales               | 5.791  | 2    |       |
| 53 | Černá Hora          | 5.708  | 2    |       |
| 54 | Gibraltar           | 4.957  | 2    |       |
| 55 | San Marino          | 1.832  | 2    |       |

1. ↑  Rusko bylo vyloučeno z evropských soutěží.

### Rozdělení týmů
V tabulce jsou zahrnuty následující úpravy:
- Vzhledem k pokračujícímu zákazu startu ruských klubů v evropských pohárech byli vítězové poháru z asociace na 39.–44. místě (Bosna a Hercegovina, Lichtenštejnsko, Island, Severní Irsko, Lucembursko, Litva) přesunuti z 1. předkola do 2. předkola.
- Vzhledem ke změnám v počtu účastníků v Lize mistrů přejde z 1. předkola LM do 2. předkola mistrovské části Konferenční ligy o jednoho poraženého méně. To bude znamenat, že jeden z týmů přecházejících z LM bude mít v 2. předkole mistrovské části Konferenční ligy volný los a postoupí tak do 3. předkola.
- Vzhledem k tomu, že si úřadující vítěz Ligy mistrů UEFA Paris Saint-Germain zajistil účast v příštím ročníku Ligy mistrů ze své ligové soutěže, došlo k následujícím posunům:
  - Z 1. předkola LM do 2. předkola mistrovské části Konferenční ligy přejde o jednoho poraženého méně (tedy bude celkem o 2 přecházející týmy méně). To bude znamenat, že jeden z týmů přecházejících z LM bude mít v 2. předkole mistrovské části Konferenční ligy volný los a postoupí tak do 3. předkola.
- Vzhledem k tomu, že si úřadující vítěz Konferenční ligy UEFA Chelsea zajistil účast v příštím ročníku Ligy mistrů ze své ligové soutěže, došlo k následujícím posunům:
  - Vítěz poháru asociace na 34. místě (Finsko), byl nasazen do 1. předkola Evropské ligy, namísto 2. předkola Konferenční ligy.
  - Vítězové poháru asociací na 45. a 46. místě (Malta, Gruzie) budou nasazeni do 2. předkola namísto 1. předkola Konferenční ligy.

|                          |                             | Týmy vstupující do tohoto kola | Týmy postupující z předchozího kola                      | Týmy přesunuté z Ligy mistrů          | Týmy přesunuté z Evropské ligy          |
| ------------------------ | --------------------------- | --- | -------------------------------------------------------- | ------------------------------------- | --------------------------------------- |
| 1. předkolo (52 týmů)    | 1. předkolo (52 týmů)       | - 8 vítězů pohárů z asociací na 48.–55. místě - 20 týmů ze 2. místa asociací na 34.–55. místě (kromě Lichtenštejnska a Irska) - 20 týmů ze 3. místa asociací na 30.–50. místě (kromě Lichtenštejnska) |                                                          |                                       |                                         |
| 2. předkolo (102 týmů)   | Mistrovská část (14 týmů)   | |                                                          | - 12 vyřazených týmů z 1. předkola LM |                                         |
| 2. předkolo (102 týmů)   | Nemistrovská část (88 týmů) | - 12 vítězů pohárů z asociací na 35.–47. místě (kromě Irska) - 18 týmů ze 2. místa asociací na 16.–33. místě (kromě Ruska) a vítěz poháru z asociace na 35. místě (Irsko) - 16 týmů ze 3. místa asociací na 13.–29. místě (kromě Ruska a Slovenska) - 9 týmů ze 4. místa asociací na 7.–15. místě - 1 tým z 5. místa asociace na 6. místě | - 24 vítězů z 1. předkola                                |                                       | - 8 týmů vyřazených z 1. předkola EL    |
| 3. předkolo (60 týmů)    | Mistrovská část (8 týmů)    | | - 6 vítězů z 2. předkola MČ                              | - 2 týmy vyřazené z 1. předkola LM    |                                         |
| 3. předkolo (60 týmů)    | Nemistrovská část (52 týmů) | | - 44 vítězů z 2. předkola NČ                             |                                       | - 8 týmů vyřazených z 2. předkola EL    |
| 4. předkolo (48 týmů)    | Mistrovská část (10 týmů)   | | - 4 vítězové z 3. předkola MČ                            |                                       | - 6 týmů vyřazených z 3. předkola MČ EL |
| 4. předkolo (48 týmů)    | Nemistrovská část (38 týmů) | - 5 týmů ze 6. míst asociací na 1–5. místě (pro Anglii vítěz ligového poháru) | - 26 vítězů z 3. předkola NČ                             |                                       | - 7 týmů vyřazených z 3. předkola NČ EL |
| Skupinová fáze (36 týmů) | Skupinová fáze (36 týmů)    | | - 5 vítězů z 4. předkola MČ - 19 vítězů z 4. předkola NČ |                                       | - 12 týmů vyřazených ze 4. předkola EL  |

### Týmy
Týmy kvalifikované do Konferenční ligy UEFA 2025/26 seřazeny podle kol do kterých vstoupily. V závorkách způsob kvalifikace:
Popisky v závorkách ukazují z jaké pozice se tým kvalifikoval do soutěže :
- VP: Vítěz domácího poháru
- 4., 5. atd.: Umístění v lize
- LM: Vstup z Ligy mistrů
- EL: Vstup z Evropské ligy
  - 3S: 3. místo ve skupinové fázi
  - P4: Poražení ze 4. předkola
  - P3: Poražení ze 3. předkola
  - P2: Poražení ze 2. předkola
  - MČ: mistrovská část
  - NČ: nemistrovská část

| Vstup            | Vstup             | Týmy                        | Týmy                          | Týmy                         | Týmy                        |  |  |
| ---------------- | ----------------- | --------------------------- | ----------------------------- | ---------------------------- | --------------------------- |  |  |
| Základní skupina | Základní skupina  | [[]] ((EL P4))              | [[]] ((EL P4))                | [[]] ((EL P4))               | [[]] ((EL P4))              |  |  |
| Základní skupina | Základní skupina  | [[]] ((EL P4))              | [[]] ((EL P4))                | [[]] ((EL P4))               | [[]] ((EL P4))              |  |  |
| Základní skupina | Základní skupina  | [[]] ((EL P4))              | [[]] ((EL P4))                | [[]] ((EL P4))               | [[]] ((EL P4))              |  |  |
|                  |                   |                             |                               |                              |                             |  |  |
| 4. předkolo      | Mistrovská část   | [[]] (EL P3-MČ)             | [[]] (EL P3-MČ)               | [[]] (EL P3-MČ)              | [[]] (EL P3-MČ)             |  |  |
| 4. předkolo      | Mistrovská část   | [[]] (EL P3-MČ)             | [[]] (EL P3-MČ)               |                              |                             |  |  |
| 4. předkolo      | Nemistrovská část | Crystal Palace (VP)         | Fiorentina (6.)               | Rayo Vallecano (8.)          | Mainz 05 (6.)               |  |  |
| 4. předkolo      | Nemistrovská část | Racing Strasbourg (7.)      | [[]] (EL P3-NČ)               | [[]] (EL P3-NČ)              | [[]] (EL P3-NČ)             |  |  |
| 4. předkolo      | Nemistrovská část | [[]] (EL P3-NČ)             | [[]] (EL P3-NČ)               | [[]] (EL P3-NČ)              | [[]] (EL P3-NČ)             |  |  |
|                  |                   |                             |                               |                              |                             |  |  |
| 3. předkolo      | Mistrovská část   | Víkingur (LM P1)            | Virtus (LM P1)                |                              |                             |  |  |
| 3. předkolo      | Nemistrovská část | [[]] (EL P2-NČ)             | [[]] (EL P2-NČ)               | [[]] (EL P2-NČ)              | [[]] (EL P2-NČ)             |  |  |
| 3. předkolo      | Nemistrovská část | [[]] (EL P2-NČ)             | [[]] (EL P2-NČ)               | [[]] (EL P2-NČ)              | [[]] (EL P2-NČ)             |  |  |
| 3. předkolo      | Nemistrovská část |                             |                               |                              |                             |  |  |
| 2. předkolo      | Mistrovská část   | Olimpija Lublaň (LM P1)     | Milsami Orhei (LM P1)         | Linfield (LM P1)             | Differdange (LM P1)         |  |  |
| 2. předkolo      | Mistrovská část   | Žalgiris (LM P1)            | Iberia 1999 (LM P1)           | Egnatia (LM P1)              | Levadia Tallinn (LM P1)     |  |  |
| 2. předkolo      | Mistrovská část   | Dinamo Minsk (LM P1)        | Inter Club d'Escaldes (LM P1) | The New Saints (LM P1)       | Budućnost Podgorica (LM P1) |  |  |
| 2. předkolo      | Nemistrovská část | Hapoel Beer Ševa (EL P1-NČ) | Paks (EL P1-NČ)               | Sabah (EL P1-NČ)             | Spartak Trnava (EL P1-NČ)   |  |  |
| 2. předkolo      | Nemistrovská část | FK Priština (EL P1-NČ)      | Aktobe (EL P1-NČ)             | Ilves (EL P1-NČ)             | Partizan (EL P1-NČ)         |  |  |
| 2. předkolo      | Nemistrovská část | AZ Alkmaar (POV)            | CD Santa Clara (5.)           | Charleroi (VP)               | Başakşehir (5.)             |  |  |
| 2. předkolo      | Nemistrovská část | Sparta Praha (4.)           | Dundee United (4.)            | Lausanne-Sport (5.)          | Austria Vídeň (3.)          |  |  |
| 2. předkolo      | Nemistrovská část | Rapid Vídeň (POV)           | Viking (3.)                   | Rosenborg (4.)               | AEK Athény (4.)             |  |  |
| 2. předkolo      | Nemistrovská část | Aris Soluň (5.)             | Brøndby (3.)                  | Silkeborg (POV)              | Maccabi Haifa (3.)          |  |  |
| 2. předkolo      | Nemistrovská část | Beitar Jeruzalém (4.)       | Oleksandrija (2.)             | Polissja Žytomyr (4.)        | Novi Pazar (3.)             |  |  |
| 2. předkolo      | Nemistrovská část | Radnički 1923 (5.)          | Hajduk Split (3.)             | Varaždin (4.)                | Raków Čenstochová (2.)      |  |  |
| 2. předkolo      | Nemistrovská část | Jagiellonia Bialystok (3.)  | Aris Limassol (2.)            | Omonia (3.)                  | Puskás Akadémia (2.)        |  |  |
| 2. předkolo      | Nemistrovská část | Győr (4.)                   | Hammarby IF (2.)              | AIK (3.)                     | Universitatea Craiova (3.)  |  |  |
| 2. předkolo      | Nemistrovská část | Universitatea Kluž (4.)     | Černo More Varna (3.)         | Arda (POV)                   | Zirə (2.)                   |  |  |
| 2. předkolo      | Nemistrovská část | Araz-Naxçıvan (3.)          | MŠK Žilina (2.)               | Košice (5.)                  | Maribor (2.)                |  |  |
| 2. předkolo      | Nemistrovská část | Zimbru Chișinău (3.)        | KF Ballkani (2.)              | Astana (2.)                  | Shamrock Rovers (2.)        |  |  |
| 2. předkolo      | Nemistrovská část | Ararat-Armenia (2.)         | Riga (2.)                     | HB (VP)                      | Sarajevo (VP)               |  |  |
| 2. předkolo      | Nemistrovská část | Vaduz (VP)                  | KA Akureyri (BP)              | Dungannon Swifts (VP)        | FC UNA Strassen (2.)        |  |  |
| 2. předkolo      | Nemistrovská část | Banga (VP)                  | Hibernians (VP)               | Spaeri (VP)                  | Dinamo City (VP)            |  |  |
|                  |                   |                             |                               |                              |                             |  |  |
| 1. předkolo      | 1. předkolo       | Koper (3.)                  | Petrocub Hîncești (4.)        | Mališevo (3.)                | Ordabasy (4.)               |  |  |
| 1. předkolo      | 1. předkolo       | HJK (3.)                    | SJK (VP)                      | St Patrick's Athletic (3.)   | Urartu (3.)                 |  |  |
| 1. předkolo      | 1. předkolo       | Pjunik (4.)                 | Auda (3.)                     | BFC Daugavpils (5.)          | KÍ (2.)                     |  |  |
| 1. předkolo      | 1. předkolo       | NSÍ (4.)                    | Borac Banja Luka (2.)         | Željeznicar Sarajevo (4.)    | Víkingur (2.)               |  |  |
| 1. předkolo      | 1. předkolo       | Valur (3.)                  | Larne FC (2.)                 | Cliftonville (3.)            | F91 Dudelange (3.)          |  |  |
| 1. předkolo      | 1. předkolo       | Racing Union (4.)           | FC Hegelmann (2.)             | Kauno Žalgiris (3.)          | Birkirkara (2.)             |  |  |
| 1. předkolo      | 1. předkolo       | Floriana FC (3.)            | Torpedo Kutaisi (2.)          | Dila Gori (3.)               | Vllaznia (2.)               |  |  |
| 1. předkolo      | 1. předkolo       | Partizani (3.)              | Nõmme Kalju (VP               | Paide Linnameeskond (3.)     | Flora (4.)                  |  |  |
| 1. předkolo      | 1. předkolo       | Nioman Hrodna (VP)          | Torpedo-BelAZ Zhodino (3.)    | Dynamo Brest (4.)            | FK Vardar (VP)              |  |  |
| 1. předkolo      | 1. předkolo       | Sileks (2.)                 | Rabotnički (3.)               | Atlètic Club d'Escaldes (2.) | FC Santa Coloma (3.)        |  |  |
| 1. předkolo      | 1. předkolo       | Penybont (2.)               | Haverfordwest County (VP)     | Dečić (5.)                   | Sutjeska (3.)               |  |  |
| 1. předkolo      | 1. předkolo       | FCB Magpies (VP)            | St Joseph's (2.)              | La Fiorita (VP)              | Tre Fiori (3.)              |  |  |

## Kvalifikace

### 1. předkolo
Los 1. předkola proběhl 17. června 2025.
Vítězové postoupili do 2. předkola. Poražení v evropských pohárech pro tuto sezónu skončili.
| Domácí v 1. zápase      | Celkem           | Hosté v 1. zápase    | 1. zápas | 2. zápas  |
| ----------------------- | ---------------- | -------------------- | -------- | --------- |
| NSÍ                     | 4 : 5            | HJK                  | 4:0      | 0:5 (pp.) |
| Torpedo Kutaisi         | 5 : 4            | Ordabasy             | 4:3      | 1:1       |
| Željeznicar Sarajevo    | 2 : 4            | Koper                | 1:1      | 1:3       |
| SJK                     | 1 : 4            | KÍ                   | 1:2      | 0:2       |
| Nõmme Kalju             | 2 : 1            | Partizani            | 1:1      | 1:0 (pp.) |
| Tre Fiori               | 1 : 5            | Pjunik               | 1:0      | 0:5       |
| St Patrick's Athletic   | 3 : 0            | FC Hegelmann         | 1:0      | 2:0       |
| Dečić                   | 3 : 2            | Sileks               | 2:0      | 1:2       |
| Sutjeska                | 3 : 2            | Dynamo Brest         | 1:2      | 2:0       |
| Larne FC                | 2 : 2 (4:2 pen.) | Auda                 | 0:0      | 2:2 (pp.) |
| Floriana FC             | 5 : 3            | Haverfordwest County | 2:1      | 3:2       |
| Torpedo-BelAZ Zhodino   | 4 : 0            | Rabotnički           | 3:0      | 1:0       |
| FCB Magpies             | 3 : 7            | Paide Linnameeskond  | 2:3      | 1:4       |
| Birkirkara              | 1 : 3            | Petrocub Hîncești    | 1:0      | 0:3       |
| Atlètic Club d'Escaldes | 5 : 2            | F91 Dudelange        | 2:0      | 3:2       |
| Valur                   | 5 : 1            | Flora                | 3:0      | 2:1       |
| Mališevo                | 0 : 9            | Víkingur             | 0:1      | 0:8       |
| Racing Union            | 1 : 3            | Dila Gori            | 1:2      | 0:1       |
| Vllaznia                | 4 : 3            | BFC Daugavpils       | 0:1      | 4:2       |
| Urartu                  | 1 : 6            | Nioman Hrodna        | 1:2      | 0:4       |
| FK Vardar               | 5 : 2            | La Fiorita           | 3:0      | 2:2       |
| Kauno Žalgiris          | 4 : 1            | Penybont             | 3:0      | 1:1       |
| St Joseph's             | 5 : 4            | Cliftonville         | 2:2      | 3:2 (pp.) |
| Borac Banja Luka        | 3 : 4            | FC Santa Coloma      | 1:4      | 2:0       |

### 2. předkolo
Los 2. předkola proběhl 18. června 2025.
Vítězové postoupili do 3. předkola. Poražení v evropských pohárech pro tuto sezónu skončili.

#### Mistrovská část
| Domácí v 1. zápase  | Celkem    | Hosté v 1. zápase     | 1. zápas | 2. zápas  |
| ------------------- | --------- | --------------------- | -------- | --------- |
| Víkingur            | volný los | N/A                   | n/a      | n/a       |
| Virtus              | volný los | N/A                   | n/a      | n/a       |
| Levadia Tallinn     | 3 : 2     | Iberia 1999           | 1:0      | 2:2 (pp.) |
| Žalgiris            | - : -     | Linfield              | 0:0      | 31.7      |
| The New Saints      | 0 : 2     | Differdange           | 0:1      | 0:1       |
| Olimpija Lublaň     | 5 : 3     | Inter Club d'Escaldes | 4:2      | 1:1       |
| Budućnost Podgorica | - : -     | Milsami Orhei         | 0:0      | 31.7      |
| Dinamo Minsk        | - : -     | Egnatia               | 0:2      | 31.7      |

#### Nemistrovská část
| Domácí v 1. zápase | Celkem | Hosté v 1. zápase | 1. zápas | 2. zápas |
| ------------------ | ------ | ----------------- | -------- | -------- |
| [[]]               | - : -  | neznámá vlajka    | 22.7     | 31.7     |
| [[]]               | - : -  | neznámá vlajka    | 22.7     | 31.7     |
| [[]]               | - : -  | neznámá vlajka    | 22.7     | 31.7     |
| [[]]               | - : -  | neznámá vlajka    | 22.7     | 31.7     |
| [[]]               | - : -  | neznámá vlajka    | 22.7     | 31.7     |
| [[]]               | - : -  | neznámá vlajka    | 22.7     | 31.7     |
| [[]]               | - : -  | neznámá vlajka    | 22.7     | 31.7     |
| [[]]               | - : -  | neznámá vlajka    | 22.7     | 31.7     |
| [[]]               | - : -  | neznámá vlajka    | 22.7     | 31.7     |
| [[]]               | - : -  | neznámá vlajka    | 22.7     | 31.7     |
| [[]]               | - : -  | neznámá vlajka    | 22.7     | 31.7     |
| [[]]               | - : -  | neznámá vlajka    | 22.7     | 31.7     |
| [[]]               | - : -  | neznámá vlajka    | 22.7     | 31.7     |
| [[]]               | - : -  | neznámá vlajka    | 22.7     | 31.7     |
| [[]]               | - : -  | neznámá vlajka    | 22.7     | 31.7     |
| [[]]               | - : -  | neznámá vlajka    | 22.7     | 31.7     |
| [[]]               | - : -  | neznámá vlajka    | 22.7     | 31.7     |
| [[]]               | - : -  | neznámá vlajka    | 22.7     | 31.7     |
| [[]]               | - : -  | neznámá vlajka    | 22.7     | 31.7     |
| [[]]               | - : -  | neznámá vlajka    | 22.7     | 31.7     |
| [[]]               | - : -  | neznámá vlajka    | 22.7     | 31.7     |
| [[]]               | - : -  | neznámá vlajka    | 22.7     | 31.7     |
| [[]]               | - : -  | neznámá vlajka    | 22.7     | 31.7     |
| [[]]               | - : -  | neznámá vlajka    | 22.7     | 31.7     |
| [[]]               | - : -  | neznámá vlajka    | 22.7     | 31.7     |
| [[]]               | - : -  | neznámá vlajka    | 22.7     | 31.7     |
| [[]]               | - : -  | neznámá vlajka    | 22.7     | 31.7     |
| [[]]               | - : -  | neznámá vlajka    | 22.7     | 31.7     |
| [[]]               | - : -  | neznámá vlajka    | 22.7     | 31.7     |
| [[]]               | - : -  | neznámá vlajka    | 22.7     | 31.7     |
| [[]]               | - : -  | neznámá vlajka    | 22.7     | 31.7     |
| [[]]               | - : -  | neznámá vlajka    | 22.7     | 31.7     |
| [[]]               | - : -  | neznámá vlajka    | 22.7     | 31.7     |
| [[]]               | - : -  | neznámá vlajka    | 22.7     | 31.7     |
| [[]]               | - : -  | neznámá vlajka    | 22.7     | 31.7     |
| [[]]               | - : -  | neznámá vlajka    | 22.7     | 31.7     |
| [[]]               | - : -  | neznámá vlajka    | 22.7     | 31.7     |
| [[]]               | - : -  | neznámá vlajka    | 22.7     | 31.7     |
| [[]]               | - : -  | neznámá vlajka    | 22.7     | 31.7     |
| [[]]               | - : -  | neznámá vlajka    | 22.7     | 31.7     |
| [[]]               | - : -  | neznámá vlajka    | 22.7     | 31.7     |
| [[]]               | - : -  | neznámá vlajka    | 22.7     | 31.7     |
| [[]]               | - : -  | neznámá vlajka    | 22.7     | 31.7     |
| [[]]               | - : -  | neznámá vlajka    | 22.7     | 31.7     |

### 3. předkolo
Los 3. předkola proběhl 21. července 2025.
Vítězové postoupí do 4. předkola. Poražení v evropských pohárech pro tuto sezónu skončí.

#### Mistrovská část
| Domácí v 1. zápase | Celkem | Hosté v 1. zápase | 1. zápas | 2. zápas |
| ------------------ | ------ | ----------------- | -------- | -------- |
| Olimpija Lublaň    | - : -  | vítěz zápasu 6    | 7.8      | 14.8     |
| vítěz zápasu 5     | - : -  | Virtus            | 7.8      | 14.8     |
| Differdange        | - : -  | Levadia Tallinn   | 7.8      | 14.8     |
| Víkingur           | - : -  | vítěz zápasu 2    | 7.8      | 14.8     |

#### Nemistrovská část
| Domácí v 1. zápase | Celkem | Hosté v 1. zápase | 1. zápas | 2. zápas |
| ------------------ | ------ | ----------------- | -------- | -------- |
| [[]]               | - : -  | neznámá vlajka    | 7.8      | 14.8     |
| [[]]               | - : -  | neznámá vlajka    | 7.8      | 14.8     |
| [[]]               | - : -  | neznámá vlajka    | 7.8      | 14.8     |
| [[]]               | - : -  | neznámá vlajka    | 7.8      | 14.8     |
| [[]]               | - : -  | neznámá vlajka    | 7.8      | 14.8     |
| [[]]               | - : -  | neznámá vlajka    | 7.8      | 14.8     |
| [[]]               | - : -  | neznámá vlajka    | 7.8      | 14.8     |
| [[]]               | - : -  | neznámá vlajka    | 7.8      | 14.8     |
| [[]]               | - : -  | neznámá vlajka    | 7.8      | 14.8     |
| [[]]               | - : -  | neznámá vlajka    | 7.8      | 14.8     |
| [[]]               | - : -  | neznámá vlajka    | 7.8      | 14.8     |
| [[]]               | - : -  | neznámá vlajka    | 7.8      | 14.8     |
| [[]]               | - : -  | neznámá vlajka    | 7.8      | 14.8     |
| [[]]               | - : -  | neznámá vlajka    | 7.8      | 14.8     |
| [[]]               | - : -  | neznámá vlajka    | 7.8      | 14.8     |
| [[]]               | - : -  | neznámá vlajka    | 7.8      | 14.8     |
| [[]]               | - : -  | neznámá vlajka    | 7.8      | 14.8     |
| [[]]               | - : -  | neznámá vlajka    | 7.8      | 14.8     |
| [[]]               | - : -  | neznámá vlajka    | 7.8      | 14.8     |
| [[]]               | - : -  | neznámá vlajka    | 7.8      | 14.8     |
| [[]]               | - : -  | neznámá vlajka    | 7.8      | 14.8     |
| [[]]               | - : -  | neznámá vlajka    | 7.8      | 14.8     |
| [[]]               | - : -  | neznámá vlajka    | 7.8      | 14.8     |
| [[]]               | - : -  | neznámá vlajka    | 7.8      | 14.8     |
| [[]]               | - : -  | neznámá vlajka    | 7.8      | 14.8     |
| [[]]               | - : -  | neznámá vlajka    | 7.8      | 14.8     |

### 4. předkolo
Los 4. předkola proběhne 4. srpna 2025.
Vítězové postoupí do ligové fáze Konferenční ligy. Poražení v evropských pohárech pro tuto sezónu skončí.

#### Mistrovská část
| Domácí v 1. zápase | Celkem | Hosté v 1. zápase | 1. zápas | 2. zápas |
| ------------------ | ------ | ----------------- | -------- | -------- |
| [[]]               | - : -  | [[]]              | 21.8     | 28.8     |
| [[]]               | - : -  | [[]]              | 21.8     | 28.8     |
| [[]]               | - : -  | [[]]              | 21.8     | 28.8     |
| [[]]               | - : -  | [[]]              | 21.8     | 28.8     |
| [[]]               | - : -  | [[]]              | 21.8     | 28.8     |

#### Nemistrovská část
| Domácí v 1. zápase | Celkem | Hosté v 1. zápase | 1. zápas | 2. zápas |
| ------------------ | ------ | ----------------- | -------- | -------- |
| [[]]               | - : -  | [[]]              | 21.8     | 28.8     |
| [[]]               | - : -  | [[]]              | 21.8     | 28.8     |
| [[]]               | - : -  | [[]]              | 21.8     | 28.8     |
| [[]]               | - : -  | [[]]              | 21.8     | 28.8     |
| [[]]               | - : -  | [[]]              | 21.8     | 28.8     |
| [[]]               | - : -  | [[]]              | 21.8     | 28.8     |
| [[]]               | - : -  | [[]]              | 21.8     | 28.8     |
| [[]]               | - : -  | [[]]              | 21.8     | 28.8     |
| [[]]               | - : -  | [[]]              | 21.8     | 28.8     |
| [[]]               | - : -  | [[]]              | 21.8     | 28.8     |
| [[]]               | - : -  | [[]]              | 21.8     | 28.8     |
| [[]]               | - : -  | [[]]              | 21.8     | 28.8     |
| [[]]               | - : -  | [[]]              | 21.8     | 28.8     |
| [[]]               | - : -  | [[]]              | 21.8     | 28.8     |
| [[]]               | - : -  | [[]]              | 21.8     | 28.8     |
| [[]]               | - : -  | [[]]              | 21.8     | 28.8     |
| [[]]               | - : -  | [[]]              | 21.8     | 28.8     |
| [[]]               | - : -  | [[]]              | 21.8     | 28.8     |
| [[]]               | - : -  | [[]]              | 21.8     | 28.8     |

## Vyřazovací fáze

### Čtvrtfinále
| Domácí v 1. zápase | Celkem | Hosté v 1. zápase | 1. zápas | 2. zápas |
| ------------------ | ------ | ----------------- | -------- | -------- |
| neznámá vlajka     | -:-    | neznámá vlajka    | 9.4.     | 16.4.    |
| neznámá vlajka     | -:-    | neznámá vlajka    | 9.4.     | 16.4.    |
| neznámá vlajka     | -:-    | neznámá vlajka    | 9.4.     | 16.4.    |
| neznámá vlajka     | -:-    | neznámá vlajka    | 9.4.     | 16.4.    |

### Semifinále
| Domácí v 1. zápase | Celkem | Hosté v 1. zápase | 1. zápas | 2. zápas |
| ------------------ | ------ | ----------------- | -------- | -------- |
| neznámá vlajka     | -:-    | neznámá vlajka    | 30.4.    | 7.5.     |
| neznámá vlajka     | -:-    | neznámá vlajka    | 30.4.    | 7.5.     |

### Finále
Finále se bude hrát 27. května 2026 na stadionu Red Bull Arena v Lipsku v Německu. Po losování čtvrtfinále a semifinále se ve stejný den uskuteční losování, které určí administrativní domácí tým.
| 27. května 2026 --:-- |       |  |                                                         |
|                       | - : - |  | Red Bull Arena (Lipsko), Lipsko, Německo rozhodčí: [[]] |
|                       |       |  | Red Bull Arena (Lipsko), Lipsko, Německo rozhodčí: [[]] |